# 圣欧班代布瓦
圣欧班德布瓦（法語：Saint-Aubin-des-Bois，法語發音：[sɛ̃.t‿obɛ̃ de bwa] ⓘ），法国厄尔-卢瓦省的一个市镇，位于该省西北部，属于沙特尔区，其市镇面积为18.09平方公里，2022年1月1日时人口数量为1,127人。
圣欧班德布瓦是沙特尔都会城市圈公共社区的组成部分。

## 地名
“德布瓦”（Des Bois）在法语中意为“树林的”。

## 行政
圣欧班德布瓦的邮政编码为28300，INSEE市镇编码为28325。

## 地理

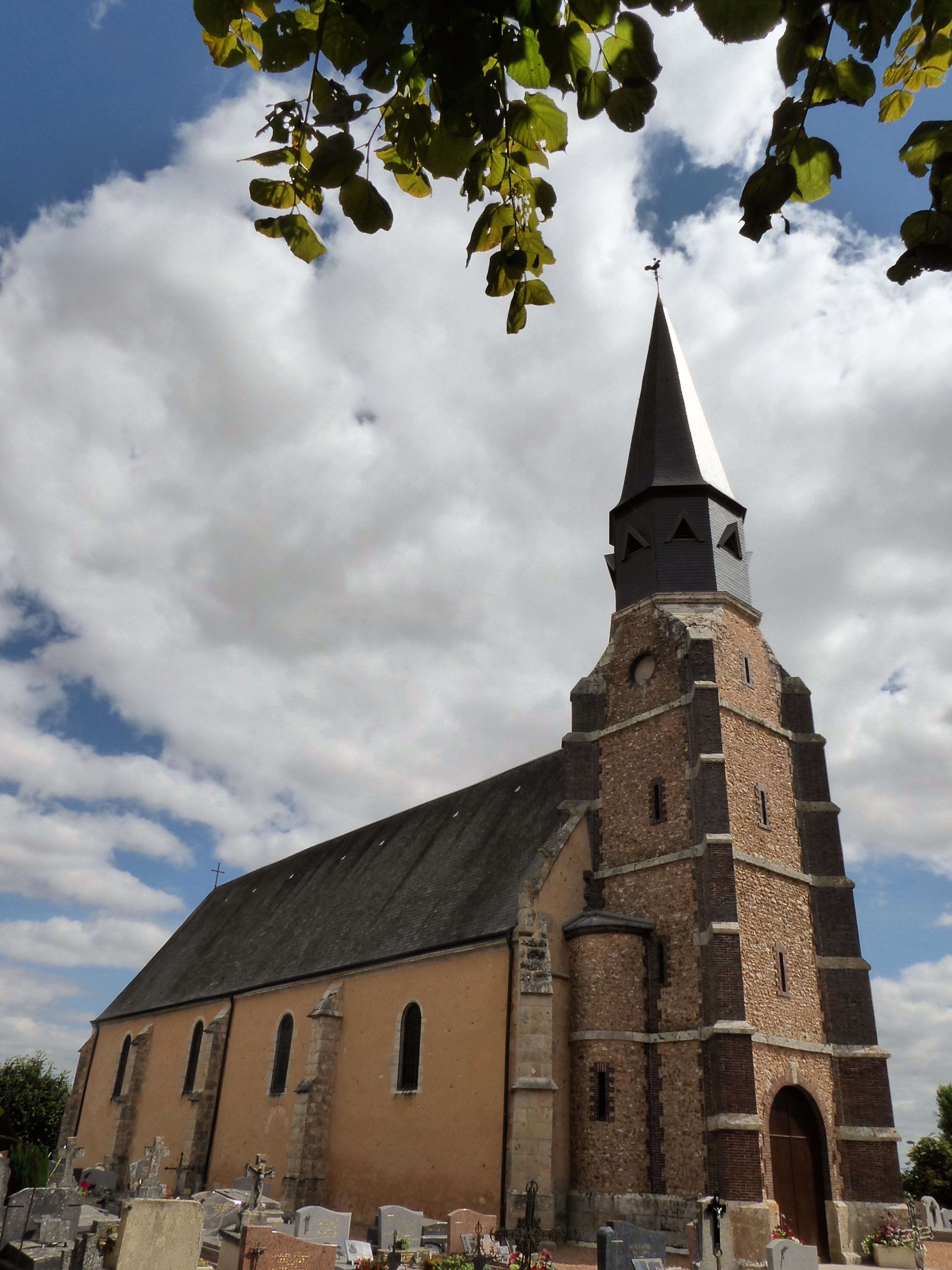
圣欧班德布瓦教堂

圣欧班德布瓦（48°28'5"N, 1°21'45"E）位于法国中北部，中央-卢瓦尔河谷大区北部和厄尔-卢瓦省中部，距离省会沙特尔大约12公里。
与圣欧班德布瓦接壤的市镇包括：巴约莱韦克、桑特赖、阿米伊、圣吕佩尔斯。
圣欧班德布瓦境内以浅丘为主，部分区域起伏较大，全境海拔在154至242米之间。
按照柯本气候分类法，圣欧班德布瓦属于较为典型的温带海洋性气候，全年温差较小，降水分布均匀。

## 历史
圣欧班德布瓦历史上长期为普通乡村。

## 交通
巴黎－布雷斯特铁路经过境内南部并设有圣欧班-圣吕佩尔斯站。
厄尔-卢瓦省省道D24线、D121线和D342线等经过圣欧班德布瓦境内。

## 人口
| 年份   | 1936 | 1946 | 1954 | 1962 | 1968 | 1975 | 1982 | 1990 | 1999 | 2006 | 2007 | 2008 | 2013 | 2017  |
| ------ | ---- | ---- | ---- | ---- | ---- | ---- | ---- | ---- | ---- | ---- | ---- | ---- | ---- | ----- |
| 人口數 | 401  | 387  | 372  | 316  | 313  | 424  | 614  | 868  | 987  | 954  | 949  | 944  | 951  | 1,016 |